# Lost Creek (Wirginia Zachodnia)
Lost Creek – miasto w Stanach Zjednoczonych, w stanie Wirginia Zachodnia, w hrabstwie Harrison.